# 전송 종료 문자
전송 종료 문자(End-of-Transmission character, EOT)는 전기 통신에서 전송용 제어 문자이다. 전송의 마침을 가리키기 위해 사용하는 것이 목적이며, 하나 이상의 문자 및 관련 서두 메시지를 포함할 수 있다.
EOT는 회로 연결 해제, 터미널 연결 중단, 수신 터미널을 대기 상태로 변경 등 기타 기능을 초기화하기 위해 사용되었다. 오늘날 흔히 사용되는 용도는 유닉스 단말기 드라이버가 파일 끝 신호를 전달함으로써 입력을 대기 중인 프로그램을 종료시키게 하는 것이다.
- ASCII와 유니코드에서 이 문자는 U+0004 <control-0004>로 인코딩된다. 캐럿 표기법에서 Ctrl+D로 표기하기도 한다다. 유니코드는 EOT가 그래픽적으로 표시될 필요가 있을 때 SYMBOL FOR END OF TRANSMISSION의 표기인 U+2404 문자를 제공한다.[2] 게다가 U+2301 ⌁ ELECTRIC ARROW를 사용하여 EOT를 그래픽적으로 표현할 수도 있다. 유니코드에서는 전송 종료 기호로서 정의되어 있다.[3]

## 같이 보기
- ASCII
- 단축키